# Syringa henryi
Syringa henryi är en syrenväxtart som beskrevs av Camillo Karl Schneider. Syringa henryi ingår i släktet syrener, och familjen syrenväxter. Inga underarter finns listade i Catalogue of Life.